# Cyclopogon hennisianus
Cyclopogon hennisianus là một loài thực vật có hoa trong họ Lan. Loài này được (Sandt) Szlach. mô tả khoa học đầu tiên năm 1993.